# Megaselia xanthozona
Megaselia xanthozona är en tvåvingeart som först beskrevs av Gabriel Strobl 1892.  Megaselia xanthozona ingår i släktet Megaselia och familjen puckelflugor. Arten är reproducerande i Sverige. Inga underarter finns listade i Catalogue of Life.